# Лендарт
Лендарт (от английски land art – land – земя/ландшафт и art – изкуство – ландшафтно, пейзажно изкуство) е направление в изкуството на ХХ век. Възниква в края на 60-те години в САЩ. В това изкуство, създаваните от художниците произведения са неразделно свързани с природния ландшафт. Създава се в природна среда, предимно с природни материали и съществува в хармония с природата. Има връзка с развитието на концептуализма и минималарта, както и с нововъзникналите по това време политически движения за опазване на околната среда. Лендартът е реакция на комерсиализацията на изкуството.
Творбите отхвърлят поставянето си в музей или галерия, като необходимост за споделяне на творческа дейност. Развиват се като монументални ландшафтни проекти, които са извън обсега на традиционната скулптура и художествения пазар. Нерядко, изпълняваните на открито работи се оставят да бъдат променяни и унищожени от природните сили. Вследствие на това се появява терминът ефимерно изкуство.
Ако класическото разбиране за художествено произведение е свързано с идеята за трайност и вечност, описваните тук работи изследват преходността и влиянието на природните процеси и времето. Голяма част от първите подобни творби, създадени в пустините на Невада, Ню Мексико, Юта или Аризона и унищожени от природните сили, сега съществуват само като фотографии и видеозаписи.
Тъй като става въпрос за изкуство свързано с природата, най-често използвани в него са природните материали като почва, скали, камъни, пясък, вода, различни органични материали – дънери, клони, листа и др. Освен тях, художниците въвеждат и употребата на редица производствени материали като бетон, асфалт, минерални пигменти, текстилни тъкани и др., които свързват с ландшафта. Основните проявления на тези интервенции са чрез скулптурни и инсталационни форми – акумулации, струпвания, конструкции, обекти. Налице е неизменна връзка на произведенията със спецификата на пространството и заобикалящия пейзаж, поради което много творби на лендарта могат да се причислят към категорията ситуационно изкуство (site-specific art).
Често употребяван термин, свързан с художествените намеси в природната среда е понятието инвайърнмънт, с което най-общо се означават реорганизации и промени, които художниците внасят в заобикалящата среда.
Популярни художници, които работят в сферата на лендарта са: Робърт Смитсън, Ричард Лонг, Андрю Роджърс, Анди Голдсуърти, Джузепе Пеноне.

## Галерия
- Роберт Смитсон: Счупен кръг и спирален хълм, гр. Емен, Нидерландия
- Лендарт – скулптура от Курт Флекенщайн – езеро край гр. Милич, Полша